# Petiville, Seine-Maritime
Petiville är en kommun i departementet Seine-Maritime i regionen Normandie i norra Frankrike. Kommunen ligger i kantonen Lillebonne som tillhör arrondissementet Le Havre. År 2022 hade Petiville 1 179 invånare.

## Befolkningsutveckling
Antalet invånare i kommunen Petiville
| Referens: INSEE |